# Agustín de Jáuregui
Agustín de Jáuregui y Aldecoa, o Agustin Jauregi Aldekoa secondo la grafia basca moderna (Lecároz, 17 maggio 1711 – Lima, 29 aprile 1784), è stato un militare e politico spagnolo di origine basca, che ricoprì le cariche di Governatore Reale del Cile (1772-80) e Viceré del Perù (1780-84).

## Esperienza militare
All'età di 25 anni entrò nell'esercito, operando a Cartagena de Indias (nell'odierna Colombia) durante l'assedio britannico del 1740. Conquistò il grado militare di tenente generale, divenendo cavaliere dell'Ordine di Santiago.
Prima della nomina a governatore del Cile servì anche in Honduras, Porto Rico e Cuba. Nel 1772, mentre risiedeva in Spagna, venne nominato governatore da re Carlo III. Nell'ottobre dello stesso anno si imbarcò per il Peru' con il figlio Tomás. La moglie, nativa di L'Avana, rimase in Spagna.

## Governatore del Cile
Jáuregui fu governatore del Cile dal 6 marzo 1772 al 1780. In questo periodo promulgò numerose riforme amministrative e governative. Ad esempio inaugurò il servizio di posta terrestre il 29 aprile 1775. Gestì il primo censimento del Cile, che fissò la popolazione a 259 646 abitanti nel 1778.
Nel giugno 1772 introdusse una severa ordinanza per preservare l'ordine pubblico. Alle persone era vietato maneggiare armi in pubblico; il furto di animali era punito con la frusta; i negozianti che non chiudevano entro una certa ora erano soggetti a multe. Con l'appoggio del vescovo Alday limitò il diritto di asilo nelle chiese a due sole strutture, Santa Ana e San Isidro.
Introdusse riforme riguardo al sistema di riscossione delle imposte nel 1772. Per molte tasse mise fine al sistema secondo cui venivano riscosse da terze parti, in cambio di una percentuale, ed obbligò a pagarle direttamente alla Corona. Le riforme vennero contestate dai mercanti, ma Jáuregui le rese esecutive.
Tenne una serie di incontri formali con i capi indigeni. Nell'aprile 1774 incontrò i loro ambasciatori a Santiago, e vari altri leader a Tapihue nel dicembre successivo. Uno degli accordi stretti riguardava la creazione di una scuola per indigeni, che sarebbe stata gestita dai gesuiti. Il nome di questo istituto fu "Colegio de San Pablo", ed aprì nell'aprile del 1775 a Santiago.
Jáuregui presiedette alla costruzione della cattedrale di Santiago, affidata alla direzione dell'italiano Gioacchino Toesca. La cattedrale venne inaugurata l'8 dicembre 1775. Anche l'Real Universidad de San Felipe crebbe durante il suo governo. Venne istituita l'Accademia di Pratiche Forensi, unita all'università.
Nel 1776 la Capitaneria Generale del Cile subì la perdita della Provincia di Cuyo, comprese le città di Mendoza, San Juan e San Luis, a causa della creazione del Vicereame del Río de la Plata.
Nel 1777 Jáuregui istituì un sistema di milizie con il compito di difendere la popolazione dal banditismo, e di preparare azioni militari, nonostante ad ogni unità veniva chiesto di provvedere autonomamente al finanziamento per l'acquisto di divise ed armi. Vennero creati due reggimenti di cavalleria per un totale di 1400 uomini, ed uno di fanteria composto da 800 soldati. Nell'esercito professionistico le forze erano distribuite lungo la frontiera di Arauco ed a Santiago. Propose paghe più elevate per le truppe, e la richiesta venne accolta da Carlo III nel gennaio del 1778.
Per ordine reale, nel 1778, venne adottato il libero commercio tra i porti di Spagna ed America. Tra le città incluse comparirono Valparaíso e Concepción in Cile. L'ordinanza autorizzava anche la rotta attorno a Capo Horn. Questa scelta fu molto importante e portò benefici alla colonia.
Sempre nel 1778, venne fondato il Colegio de San Carlos a Santiago. Questo edificio sostituì il Convictorio de San Francisco Javier, amministrato dai gesuiti fino alla loro espulsione.
Nel maggio 1778 il fiume Mapocho ruppe gli argini provocando un allagamento.

## Viceré del Perù
Nel 1780 Jáuregui venne nominato viceré del Perù. Durante la sua festa di insediamento (20 luglio) fece un discorso di benvenuto anche l'intellettuale cileno José Baquíjano.
Poco prima del termine della festa di benvenuto, dovette misurarsi con l'insurrezione di Túpac Amaru II (José Gabriel Condorcanqui). Túpac Amaru era un diretto discendente di Túpac Amaru, ultimo Inca (imperatore) di Vilcabamba, decapitato per ordine del viceré Francisco de Toledo nel 1572. Túpac Amaru II era cacique di Tungasuca, Surimana e Pampamarca, ed aveva proprietà, affari e prestigio nella regione di Cusco. Aveva 40 anni quando guidò la ribellione, stanco degli abusi dei corregidor e dei mercanti, e delle riforme del Visitador José Antonio de Areche (tasse e tributi).
Túpac Amaru stava organizzando la cospirazione dal 1778. La rivolta iniziò il 4 novembre 1780. In quella data catturò e condannò all'impiccagione il corregidor di Tinta, Antonio de Arriaga. Lo stesso giorno parlò a migliaia di sostenitori a Tungasuca, annunciando l'abolizione di mita (lavoro forzato), obraje (altro tipo di lavoro forzato), schiavitù nera, tasse sulle vendite e corregidor.
Jáuregui riuscì a sconfiggere Túpac Amaru nel 1781, e nel giro di un mese lo arrestò e condannò. Il 18 maggio 1781 Túpac Amaru, la moglie, ed altri capi della rivolta vennero giustiziati. Lo stesso Túpac Amaru venne fatto a pezzi da quattro cavalli, e le parti vennero mostrate in pubblico in varie città indiane come avvertimento. Altri ribelli vennero brutalmente torturati ed uccisi tra il 1781 ed il 1783. Non si sa se qualche discendente degli imperatori inca sia sopravvissuto alla repressione.
Rimase però il malcontento tra i popoli nativi, a causa dell'abuso di repartimiento e mita, che Jáuregui regolamentò. Jáuregui si impegnò anche nel migliorare la difesa, le milizie, ed il servizio postale del vicereame. Lasciò l'incarico il 6 aprile 1784 e, pochi giorni dopo, morì in un incidente a Lima.